# Torpeda Mark XIV
Torpeda Mark XIV – amerykańska torpeda parogazowa stanowiąca standardowe wyposażenie amerykańskich okrętów podwodnych w trakcie II wojny światowej. Torpeda tego typu została opracowana jako mniejszy zamiennik torpedy Mark X. Przez pierwsze dwa lata wojny podwodnej na Pacyfiku, używana wraz z tajnym zapalnikiem magnetycznym Mark 6, była przyczyną nieskuteczności amerykańskiej floty podwodnej.

## Konstrukcja
Zarówno torpeda Mark XIV, jak i podobna do niej Mark XV, opracowane zostały w czasie bardzo dotkliwych dla amerykańskiej marynarki cięć budżetowych. Stany Zjednoczone wciąż znajdowały się w trakcie „wielkiego kryzysu”, wciąż obowiązywała duża liczba traktatowych ograniczeń zbrojeniowych, zaś społeczeństwo amerykańskie nieprzychylnie patrzyło na wydatki zbrojeniowe w czasie, kiedy sentymenty polityczne faworyzowały izolacjonizm. W tych warunkach trudno było o środki finansowe niezbędne dla rozwoju nowej broni morskiej. Mimo tego, w latach 30. XX w. jeden z najważniejszych amerykańskich ośrodków naukowo-konstrukcyjnych zajmujących się badaniami i konstrukcją torped – Naval Torpedo Station – zdolny był do podjęcia prac konstrukcyjnych nad trzema nowymi typami torped: Mark XIII, Mark XIV i Mark XV.
Najważniejszym utrudnieniem rozwoju tych broni była awersja do przeprowadzania testów torped wyposażonych w bojową głowicę, które prowadziły do nieuchronnego zniszczenia wartej 10.000 dolarów torpedy (równowartość około 150.000 dolarów w roku 2010) i niechęć biura szefa operacji morskich do zapewnienia celów odpowiednich dla takich testów. Inżynierowie i oficerowie uzbrojenia Torpedo Station, musieli więc polegać na próbach laboratoryjnych i eksperymentalnych odpaleniach na poligonie podwodnym. Badania nad wydajnością i osiągami torped w tych warunkach obarczone były nieadekwatnością testów w warunkach nierzeczywistych i zależnością od niedokładnych pomiarów głębokości. Przy dodatkowo niewielkim – o ile w ogóle – doświadczeniu z bronią tego rodzaju w warunkach wojennych (w czasie I wojny światowej Stany Zjednoczone wystrzeliły bojowo jedynie jedenaście torped), konstruktorzy nie przewidzieli skomplikowanych problemów które pojawiły się gdy ta broń o ogromnym stopniu komplikacji została po raz pierwszy użyta przeciw rzeczywistym celom.

### Zapalnik magnetyczny
Pierwsze torpedy Whiteheada wyposażone były w opracowany przez inżynierów Whiteheada zapalnik zwany „war nose” (nos wojny). Ten wczesny zapalnik miał stosunkowo prostą konstrukcję – wystającą z nosa torpedy iglicę podtrzymywaną w miejscu przez kołek zabezpieczający. Gdy torpeda uderzała w cel, kołek ulegał odłamaniu, co powodowało uderzenie iglicy w kapiszon zapalający nitrocelulozę, która z kolei powodowała eksplozję głównego ładunku wybuchowego. Jako środek bezpieczeństwa służyło w tym układzie śmigło uzbrajające, które blokowało iglicę, zanim przepływ wody obrócił je określoną liczbę razy w miarę przebywania przez torpedę pewnego minimalnego dystansu. Ten rodzaj zapalnika kontaktowego nie zmienił się zasadniczo aż do początku pierwszej wojny światowej, kiedy to amerykańskie Bureau of Ordnance (Biuro Uzbrojenia) opracował bardziej złożony zapalnik działający na zasadzie bezwładności. W rezultacie wielu zmian w trakcie wojny powstał zapalnik Mark 3, zawierający dodatkowe urządzenie zabezpieczające torpedę przed detonacją przez pobliską eksplozję (co może nastąpić w przypadku na przykład detonacji innej torpedy uderzającej w cel). Gdy prace nad zapalnikiem Mk.3 zbliżały się ku końcowi, Bureau of Ordnance zaczęło rozważać możliwości rozwoju nowego typu zapalnika, opartego na urządzeniu opracowanym przez Niemcy w czasie wojny światowej, a służącego do detonacji min. Urządzenie to, zwane „pistoletem magnetycznym”, składało się z połączonego z detonatorem kompasu magnetycznego – gdy wrogi statek przepływał w pobliżu jego pola magnetycznego, powodowało to drgnięcie igły kompasu, która aktywowała detonator. Mimo że prosty zapalnik magnetyczny opracowany przez Niemców był całkowicie niemożliwy do wykorzystania w torpedach, możliwość użycia wpływu pola magnetycznego do inicjacji detonacji, dawała nadzieję na znaczne zwiększenie efektywności torped. Użycie zapalnika magnetycznego eliminowało konieczność bezpośredniego trafienia torpedy w cel, co więcej – torpeda mogła eksplodować bezpośrednio pod statkiem, łamiąc jego stępkę.
Według panującej w tym czasie opinii eksplozja pod celem była bardziej pożądana niż bezpośrednie trafienie w burtę wrogiego okrętu, zwłaszcza chronionego przez „bąble przeciwtorpedowe” budowane przy burtach największych jednostek. „Bąble” te osłaniały wrażliwe elementy okrętów przed siłami wywołanymi eksplozją, toteż wynalezienie sposobu doprowadzenia do detonacji pod niechronionym bąblami dnem jednostki wydawało się doskonałym rozwiązaniem. Taka konstrukcja została w 1924 przetestowana na wycofanym ze służby pancerniku USS „South Carolina” (BB-26) z użyciem 400 funtów (181,4 kg) TNT – standardowego ładunku wybuchowego torped Mark X – umieszczonych na głębokości 15 stóp (4,57 m). Zarówno ten test, jak też podobna próba przeprowadzona na USS „Washington” (BB-47), spowodowały, że planiści marynarki uwierzyli, iż jest niemożliwe ciężkie uszkodzenie lub wyłączenie z walki wielkich okrętów wyposażonych w bąble przeciwtorpedowe, dopóki nie zostanie wynaleziony sposób na wywołanie eksplozji w miejscu, gdzie bąble nie istnieją. Z tego punktu widzenia możliwość wywołania eksplozji w pobliżu stalowego kadłuba okrętu dzięki niewielkim zmianom pola magnetycznego Ziemi, była dobrym rozwiązaniem.

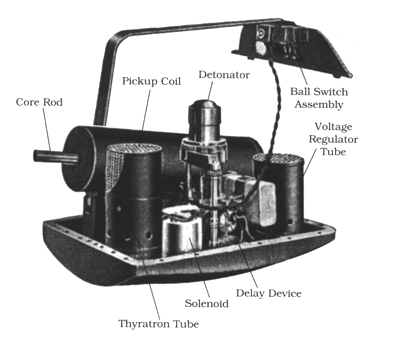
Zapalnik Mark 6 Mod 1

Latem 1922 roku Bureau of Ordnance ustanowiło projekt G-53 i przyznało Naval Torpedo Station 25000 dolarów na ten cel. Zadaniem Naval Torpedo było opracowanie zapalnika reagującego na zakłócenia ziemskiego pola magnetycznego powodowane przez przepływający w pobliżu okręt. Do tej pory bardzo niewiele jednak wiedziano o tych zakłóceniach, szczególnie tych zachodzących poniżej kilu okrętu. Ponadto zapalnik tego rodzaju musiał kompensować duże wariacje ziemskiego pola magnetycznego w różnych punktach globu. Zmiany w polu magnetycznym były wykrywane przez czułą cewkę indukcyjną, która zamieniała je w odpowiednie zmiany prądu w obwodzie elektrycznym. Te niewielkie zmiany prądu ulegały wzmocnieniu we wzmacniaczu z lampami elektronowymi, które musiały być wystarczająco odporne na wstrząsy, aby wytrzymać odpalenie i ruch torpedy bez wywołania przedwczesnej eksplozji. Musiano także opracować mechanizm uzbrajania się torpedy po wystrzeleniu, aby zapalnik magnetyczny nie wywołał eksplozji przedwcześnie, np. wewnątrz wyrzutni torpedowej własnego okrętu.
Z pomocą korporacji General Electric, która produkowała generator i tyratrony, Torpedo Station ukończyła prototyp zapalnika w ciągu niecałych dwóch lat. Już na początku 1924 konstruktorzy torped gotowi byli do przeprowadzania testów bojowych z prawdziwą głowicą bojową. W charakterze celu pragnęli wykorzystać jeden z pancerników wycofywanych ze służby w związku z postanowieniami traktatu waszyngtońskiego. Wniosek w tej sprawie został jednak odrzucony przez Bureau of Ordnance, które twierdziło, że zapalnik nie gwarantuje bezpieczeństwa jednostki odpalającej torpedę. Dodatkowo biuro stało na stanowisku, że zbliżające się testy z kadłubem „Washingtona”, w skład których wchodzić miała detonacja miny umieszczonej pod dnem pancernika, dadzą ten sam efekt, co testy z użyciem torpedy. Biuro odrzuciło także wniosek Torpedo Station o przeprowadzenie zakrojonych na szerszą skalę badań nad polem magnetycznym okrętów nawodnych. Bureau of Ordnance we współpracy z Carnegie Institute przeprowadziło pewne badania nad polem magnetycznym dwóch pancerników i nie uznało za konieczne prowadzenie dalszych badań. Po trwających cały następny rok staraniach Torpedo Station o przyznanie „celu, którego całkowite zniszczenie może być tolerowane, jako jedynej praktycznej metodzie uzyskania żądanych informacji”, biuro zaoferowało jako cel holownik. Torpedo Station uznało jednak jednostkę tej klasy za zbyt mały cel – ostatecznie w grudniu 1925 Departament Marynarki udzielił zgody na wykorzystanie w charakterze celu okrętu podwodnego „L-8” (SS-48) typu L, który miał być pocięty na złom. Mimo że wielkość tego okrętu daleka była od wielkości pancerników, do zatapiania których służyć miał opracowywany zapalnik magnetyczny, kierujący Torpedo Station kapitan Thomas Hart zrozumiał, że okręt podwodny to najlepsze, co w tym momencie może uzyskać. Strzelania testowe przeprowadzono w wielkiej tajemnicy na poligonie torpedowym w zatoce Narragansett 8 maja 1926. Pierwsza wystrzelona z barki torpeda Mark X z nowym zapalnikiem z nieznanych przyczyn przepłynęła zbyt głęboko pod celem i nie eksplodowała. Przygotowana druga torpeda popłynęła jednak prawidłowo i zapalnik magnetyczny wywołał eksplozję dokładnie pod znajdującym się na powierzchni „L-8”, zatapiając cel. Po dokonaniu kilku zmian konstrukcyjnych Torpedo Station zamówiła w General Electric 30 opracowanych przez siebie zapalników, które przeznaczone były do testowania w sztucznie utworzonym w laboratorium polu magnetycznym oraz w ograniczonych testach z lekkim krążownikiem USS „Raleigh” (CL-7) typu Omaha. Nowy zapalnik otrzymał desygnację Mark 6 i chociaż testy potwierdziły podstawowe zasady, które wykorzystywał, niezbędne było przeprowadzenie dodatkowych testów w różnych lokalizacjach, zanim Torpedo Station będzie mogła rekomendować jego pełną produkcję. Pole magnetyczne Ziemi zmienia się w miarę posuwania się z rejonów polarnych ku równikowi, co znacznie komplikuje testy, które muszą być wykonane. Wielkość poziomych zakłóceń pola magnetycznego Ziemi przez kadłub okrętu zależy od nachylenia ziemskiego pola do poziomu. Ta tendencja zmienia się od zera na równiku magnetycznym do 90° na biegunach magnetycznych Ziemi. Z uwagi na metale żelazne w swojej strukturze okręt powoduje zarówno pionowe, jak i poziome zakłócenia pola magnetycznego Ziemi, które zmieniają się wraz z kierunkiem i odległością od okrętu. Urządzenie, które wykrywa zmiany poziomego komponentu pola magnetycznego pracuje najlepiej w tych miejscach, w których pole magnetyczne Ziemi ma duży komponent pionowy. Urządzenie które pracuje dobrze na wysokich szerokościach magnetycznych, może nie pracować dobrze w miejscach, gdzie pole magnetyczne Ziemi jest niemal poziome. W związku z tym jakość pracy zapalnika magnetycznego zależy od szerokości geograficznej, na jakiej się znajduje.
Konstruktorzy Mark 6 byli świadomi tego i potrzebowali dodatkowych badań na południowych szerokościach geograficznych. Departament Marynarki zgodził się więc przekazać do dyspozycji Torpedo Station krążownik oraz kilka niszczycieli celem przeprowadzenia kompleksowych testów. Ciężki krążownik USS „Indianapolis” (CA-35), po zaokrętowaniu w Newport pracowników Naval Torpedo Station, torped i zapalników Mk.6, udał się w towarzystwie dwóch niszczycieli na wody w pobliżu południowej Afryki. Operacja została przeprowadzona w najściślejszej tajemnicy. W jej trakcie, pod „Indianapolis” wystrzelono ponad 100 torped z różnych miejsc wzdłuż równika oraz między 10° szerokości północnej i południowej. Ćwiczebne głowice torped wyposażone zostały w urządzenie fotoelektryczne nazwane „elektrycznym okiem”. Gdy torpeda przepływała pod krążownikiem, zamontowane w specjalnym oknie w głowicy „oko” filmowało cień okrętu, zaś wyzwolenie zapalnika magnetycznego było oznaczane przez spalenie włókna nitrocelulozy. Podczas testów technicy wykonali ponad 7000 odczytów pola magnetycznego. Po zakończeniu testów z udziałem „Indianapolis” Torpedo Station zgłosiła zapalnik magnetyczny Mk.6 jako gotowy do produkcji. Stacja chciała co prawda przeprowadzić dodatkowe testy z prawdziwą głowicą, jednakże szef operacji morskich nie zezwolił na użycie bojowych głowic. Zgodził się co prawda na użycie do testów wycofanego ze służby niszczyciela „Ericsson” (DD-56) z zastrzeżeniem jednak, że Stacja wydobędzie okręt na powierzchnię i naprawi, jeśli jednostka ulegnie zatopieniu. Na takie warunki Naval Torpedo Station nie mogła się zgodzić i w konsekwencji testy bojowe produkcyjnej wersji zapalnika Mark 6 nigdy nie zostały przeprowadzone.
Produkcja Mk.6 została podjęta w Stacji w całkowitej tajemnicy. Wykonane egzemplarze przechowywane były w odosobnionym miejscu poza Stacją. Marynarce dostarczono atrapy – kontaktowe zapalniki Mark 5, Mark 6 zaś przechowywano w ukryciu aż do wybuchu wojny. Niedostępne były nawet instrukcje obsługi tych urządzeń. W rezultacie bardzo niewielu oficerów amerykańskich okrętów podwodnych wiedziało o ich istnieniu. Nadzwyczajna tajemnica jaką otoczono te zapalniki podyktowana była obawą przed opracowaniem przez inne państwa środków zaradczych, które mogłyby zniweczyć ich skuteczność. Było to jednak nierozważne, gdyż Wielka Brytania, Niemcy i Włochy jeszcze przed wybuchem wojny opracowały własne zapalniki tego rodzaju. Z największych potęg morskich tego czasu jedynie Japonia nie podjęła wysiłków opracowania zapalników magnetycznych, bowiem Cesarska Marynarka Wojenna uważała je za niepraktyczne. Dopiero na mniej niż rok przed japońskim atakiem na Pearl Harbor kierujący Bureau of Ordnance wiceadmirał William Blandy rozluźnił nieco tajemnicę otaczającą ten zapalnik, wychodząc z założenia, że zapoznanie własnej floty z nowym zapalnikiem jest ważniejsze niż utrzymanie tajemnicy. Latem 1941 rozpoczęto w Newport pierwszy program szkoleniowy dla wybranych oficerów oraz dostarczono flocie ograniczoną liczbę zapalników. To posunięcie nastąpiło jednak zbyt późno, aby zapalnik przetestować i ulepszyć, czego konsekwencje US Navy boleśnie odczuła już w najbliższym czasie.

## Użycie bojowe
Już w początkowych raportach kapitanowie jednostek donosili w raportach, że torpeda płynie za głęboko, że zdarzają się często przedwczesne detonacje oraz że wiele trafień nie kończy się eksplozją głowicy. Nawet raport Henryego Chestera Brutona, dowódcy USS Greenling o niewybuchach salwy torped, które uderzyły w burtę japońskiego statku, potwierdzone przez rozbitka z ostatecznie zatopionego statku, zostały przez dowódcę okrętów podwodnych Floty Pacyfiku, kontradmirała Roberta H. Englisha, zignorowany z wnioskiem, że torpedy były wystrzeliwane ze zbyt dużych dystansów Dopiero pół roku po wybuchu wojny (20 czerwca 1942) zdecydowano się przeprowadzić pierwsze testy jakości torped, które potwierdziły wadliwość układu sterowania głębokością. Torpedy zanurzały się na głębokość o 3 m większą od nastawionej.
Mimo dokonanych modyfikacji torpedy nadal sprawiały problemy. Ciągle zdarzały się przedwczesne detonacje i niewybuchy. W czerwcu  1943 ustalono, że przyczyną większości niepowodzeń był niesprawny zapalnik magnetyczny, ze stosowania którego po pewnym czasie zdecydowano się zrezygnować.
W sierpniu tego samego roku, po przypadku 11 niewybuchów w kolejno wystrzeliwanych torpedach, postanowiono przetestować również jakość zainstalowanego zapalnika kontaktowego. Testy wykazały, że zapalnik kontaktowy przy prostopadłym trafieniu w cel ulega zmiażdżeniu i zniszczeniu iglicy zanim uderzy w spłonkę. Zarządzono przebudowę zapalników, stosując mocniejszą stal do produkcji iglic i dopiero nowe zapalniki zapewniły odpowiednią niezawodność. Torpedy Mark XIV ustąpiły miejsca w końcowej fazie wojny torpedom elektrycznym Mark 18.

### Wpływ problemów technicznych na wysiłek wojenny
Problemy techniczne z torpedami miały zasadniczy wpływ na pierwsze dwa lata prowadzenia działań wojennych na przez amerykańską marynarkę. Zniszczenie amerykańskich pancerników przez japońskie lotniskowce 7 grudnia 1941 w Pearl Harbour sprawiło, że jedynymi siłami morskimi zdolnymi do zatrzymania bądź spowolnienia japońskich postępów na zachodnim Pacyfiku stały się amerykańskie lotniskowce i okręty podwodne. Operacje lotniskowców US Navy były jednak ograniczone przez problemy techniczne z torpedami lotniczymi Mark 13, chociaż na początku maja 1942 roku w trakcie bitwy na Morzu Koralowym TBD Devastatory za pomocą swoich torped zdołały zatopić lekki lotniskowiec japoński „Shoho”. Już jednak miesiąc później pod Midway TBD zostały zmasakrowane i żaden z 41 samolotów torpedowych nie trafił japońskiego okrętu, czego przyczyną były zarówno błędy w taktyce jak bardzo restrykcyjne parametry lotu samolotów w trakcie zrzucania torped Mk.XIII.
Problemy ze skutecznością torped lotniczych kompensowane były przez skuteczność bomb zrzucanych przez stacjonujące na lotniskowcach bombowce nurkujące SBD Dauntless. Brak skuteczności torped okrętów podwodnych nie mógł być jednak niczym skompensowany. Przez pierwszych 21 miesięcy 45-miesięcznego udziału Stanów Zjednoczonych w wojnie na Pacyfiku, amerykańskie jednostki podwodne były skazane na torpedy, które rzadko funkcjonowały poprawnie, toteż aż do końca roku 1943, okręty podwodne US Navy niewiele wniosły do alianckiego wysiłku wojennego. Dla przykładu – pierwszy japoński lotniskowiec zatopiony przez okręty podwodne („Chūyō”) zatonął dopiero w grudniu 1943 roku. Do tego czasu, stacjonujące na lotniskowcach samoloty zatopiły już cztery wielkie japońskie lotniskowce i trzy lotniskowce lekkie.
Ostatecznie jednak, pod koniec 1943, amerykańskie okręty podwodne otrzymały sprawne torpedy i ich wojenna efektywność wzrosła w znaczny sposób, chociażby przez zatopienie dwóch wielkich japońskich lotniskowców („Taihō” i „Shōkaku” w czerwcu 1944).